# Польська Республіка (1918—1939)
По́льська Респу́бліка (пол. Rzeczpospolita Polska) — польська держава, створена 1918 року. Державною мовою була польська, також валютою початково польська марка, а від 1924 року — польський злотий. Остаточні кордони проголошеної Польської Республіки або Другої Речі Посполитої, які визнала Ліга Націй, склалися в 1923 році.
8 грудня 1919 року Найвища Рада Антанти на Паризькій мирній конференції визначила східний кордон Польщі по так званій «лінії Керзона», за якою лишилися етнічні українські землі: Лемківщина, Підляшшя, Надсяння, Сокальщина, Равщина і Холмщина. Умовна «лінія Керзона» проходила через Гродно — Ялівку — Немирів — Берестя — Дорогуськ — Устилуг, на схід від Грубешева, через Крилів, на захід від Рави-Руської, на схід від Перемишля до Карпат і мала становити не лише східний кордон Польщі, але й кордон між Польщею та Україною. На сході кордони включали території Західної України та Західної Білорусі, а також Віленську область, захоплену 1920 року в Литви.
Одночасно, за рішенням Паризької мирної конференції, до Польщі приєднано частини Помор'я, Пруссії та майже всю провінцію Позен з містом Познань.
У жовтні 1921 р., внаслідок Сілезьких повстань, Польщі передано третину Сілезії (пол. Śląsk). Унаслідок стабілізації кордонів 1922 р., після приєднання Серединної Литви (пол. Litwa Środkowa), територія відновленої Польської Республіки становила 388,6 тис. кв. км. (52 % території Республіки Обох Націй (Речі Посполитої)).
У вересні 1939 року територію Польщі тимчасово окупували Німеччина, СРСР, та Словаччина. Литва взяла під контроль частину спірного Віленського краю.
Окупація Польщі — одна з причин, які спричинили Другу світову війну (1939—1945).
Але міжнародно визнаний уряд Польщі у вигнанні продовжував діяти у Лондоні. Він керував органами Польської підпільної держави та її політичними і військовими структурами. У 1941 році його легітимність визнав Радянський Союз.
Польська армія, як воєнна структура тимчасово окупованої Польської держави, брала участь у боях в Італії, Нормандії, Німеччині, Польщі.
Вважається, що Польська Республіка припинила існування як суб'єкт міжнародного права 5 липня 1945 року, як наслідок Ялтинських угод щодо східного кордону Польщі. Польща після 1945 року була вже зовсім іншою державою.

## Назва
Офіційно затверджена в Конституції назва держави — пол. Rzeczpospolita Polska, укр. Польська республіка.
У сучасній Польщі називається Другою польською республікою (пол. II Rzeczpospolita) для підкреслення спадкоємності з багатонаціональною шляхетською Першою Річчю Посполитою — Республікою Обох Націй (1569—1795), що її було ліквідовано внаслідок поділів між Австрійською монархією, Королівством Пруссією й Російською імперією (1772—1795). В українській історіографії часто називається II Річ Посполита, хоча ця назва штучна і в період 1918-1939 ніколи не вживалася.

## Загальні відомості

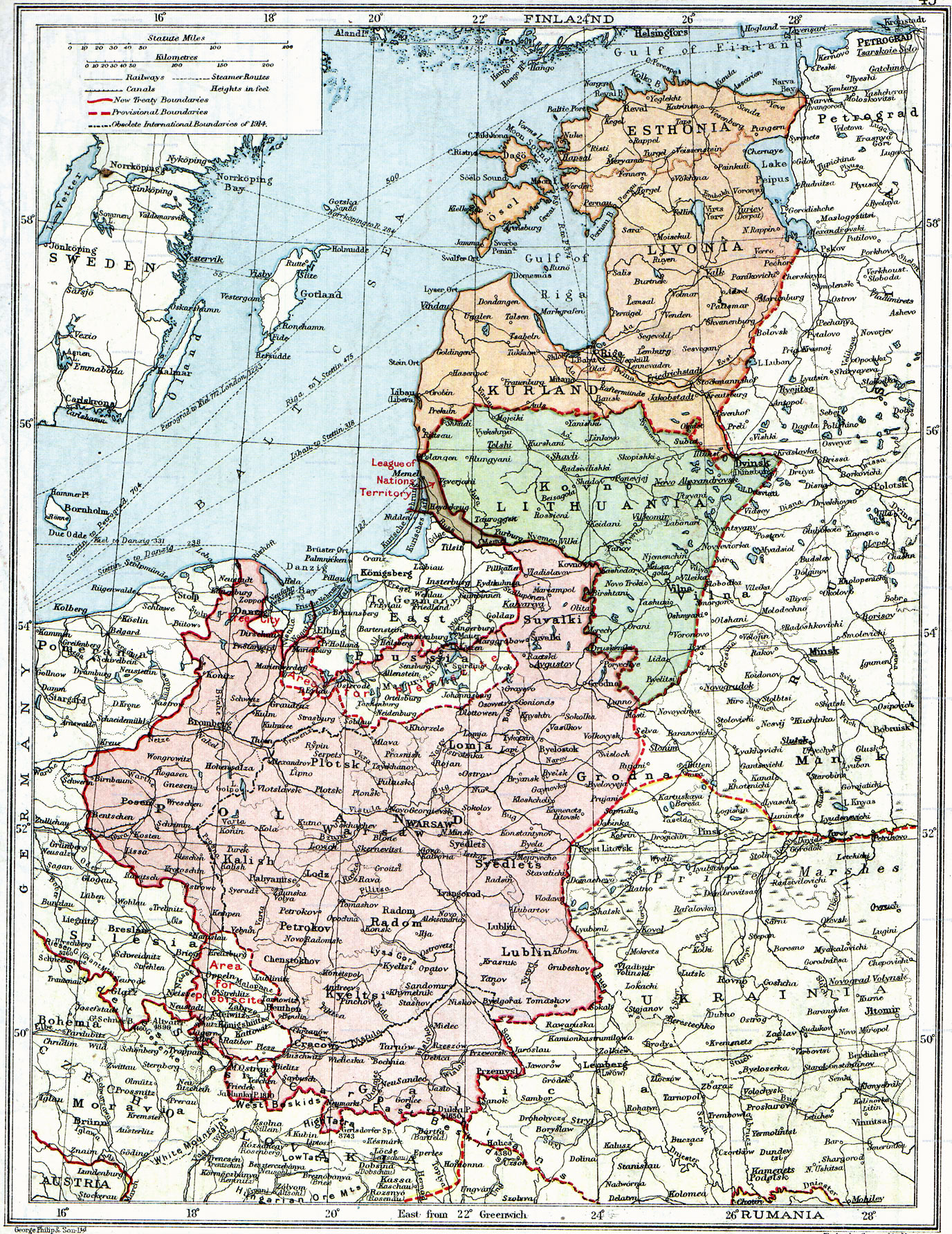
Кордони Другої Речі Посполитої на 1920 рік

Кордони Другої Польської Республіки визначено в 1922 році, у результаті поділів Німецької, Австро-Угорської й Російської імперії, а також воєн із Західноукраїнською Народною Республікою, Радянською Росією , Литвою та Чехословаччиною. Польща межувала з Чехословацькою республікою, Німецькою державою, Латвією, Литвою, Румунським королівством, УРСР й СРСР. На півночі мала вихід до Балтійського моря.
Площа республіки становила близько 388 600 км². Це була шоста за величиною країна в тогочасній Європі. Тогочасні кордони не задовольняли польський уряд, що прагнув відновлення першої Речі Посполитої Двох Народів, тому держава була агресивно налаштована стосовно країн Балтії й західних республік СРСР.
За переписом 1921 року, у Польщі мешкало 27,2 мільйонів осіб. 1939 року, перед початком Другої світової війни, населення становило 35,1 млн осіб. Третина з них не була етнічними поляками — 16 % українців і білорусів, 10 % євреїв, 2 % німців, і 1 % відсоток литовців, росіян і чехів. Попри це, республіканський уряд вів курс на створення мононаціональної польської держави, нехтуючи правами національних меншин (один з прикладів — пацифікація).
У період між двома світовими війнами Друга Річ Посполита була відносно стабільним економічним регіоном Європи. Її найбільшими соціально-політичними та освітніми центрами були міста Варшава, Краків, Познань, Вільно й Львів.

### Залежні й автономні території
- Сілезька автономія  (Сілезьке Воєводство) — польська частина Верхньої та Тешинської Сілезії;
- Вільне місто Данциг — Гданськ і околиці.

## Хронологія
- Незалежність; Варшава стала вільною: 11 листопада, 1918.
- Вибори до Сейму: 26 січня, 1919.
- Версальський договір (Статті 87-93) і Малий Версальський договір, 28 червня, 1919, проголосив Польщу як суверенну і незалежну державу на міжнародній арені..
- Війна проти України: Польсько-українська війна (1918—1919).
- Війна проти Радянської Росії: Польсько-радянська війна (1920); Варшавська битва (1920); Ризький мир.
- Війна проти Литви: Польсько-литовська війна.
- Польсько-чехословацький прикордонний конфлікт.
- Повстання у Великій Польщі й Сілезії. Великопольське повстання, Сілезькі повстання.
- 15 липня, 1920 — Сільськогосподарська реформа.
- 17 березня, 1921 — Конституційний марш.
- 1921 — Альянс із Францією та Румунією.
- Вибори до Сейму 1922-11-05 та Сенату — 1922-11-12.
- Президент Габрієль Нарутович, і його вбивство (16 грудня, 1922).
- 1924 — Уряд Владислава Грабського. Польський Банк. Грошова реформа в Польщі, 1924.
- Президент Станіслав Войцеховський — Грудень 20, 1922.
- Травневий замах — Zamach majowy, 1926, Травень, Юзеф Пілсудський робить державний переворот. Початок санації уряду.
- 4 грудня 1926 Романом Дмовським засноване націоналістичне політичне угруповання «Табір великої Польщі», Обоз Великопольський, Народна демократія.
- 1928 — Безпартійний блок співпраці в уряді Пілсудського.
- 16 листопада 1930 — Вибори до парламенту.
- 25 липня 1932 — Договір про ненапад між СРСР і Польщею.
- 26 січня 1934 — Німецько-польський пакт про ненапад.
- 23 квітня 1935 — Квітнева Конституція.
- 12 травня 1935 — Смерть Юзефа Пілсудського.
- Гдиня, Центральний Індустріальний Регіон (Польща) (1936), Еугеніуш Квятковський.
- 2 лютого 1937 — Створення політичної партії Союзу Національної Єдності.
- Жовтень 1938 — Анексія Заолжя, Горної Орави, Татранської Яворжини у Чехословаччини.
- 2 січня 1939 — Смерть Романа Дмовського.
- 31 березня 1939 — Військові гарантії від Сполученого Королівства і Франції.
- 23 серпня 1939 — Пакт про ненапад між Радянським Союзом і Німеччиною: Пакт Молотова — Ріббентропа з таємним протоколом про воєнний блок, проти Польщі й інших країн.
- 25 серпня 1939 — Альянс Польщі й Великої Британії.

## Формування

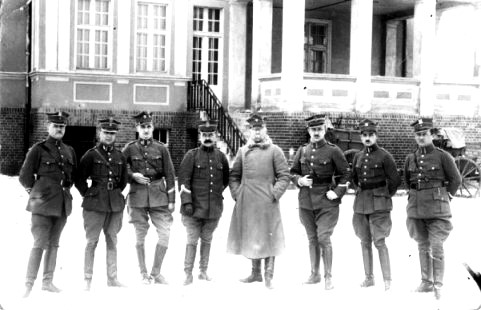
Солдати війська Великопольщі, 1919

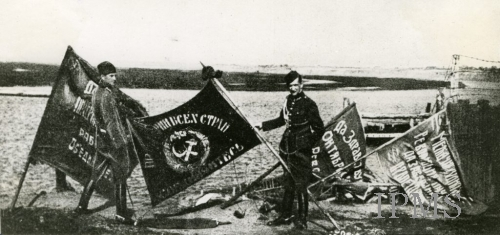
Польські солдати показують захоплені Радянські бойові прапори після Варшавської битви

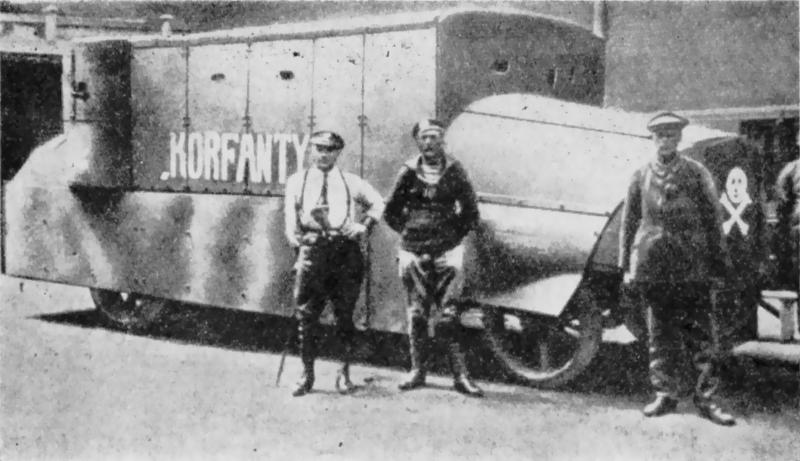
Польський бронеавтомобіль Korfanty в 1920

Окуповану арміями Німеччини й Австро-Угорщини влітку 1915 року частину Польщі, що була колись під владою Росії, окупаційні сили проголосили незалежним королівством 5 листопада 1916, року під керівництвом Ради Держави і (від 15 жовтня 1917) Ради Регентства (Rada Regencyjna Królestwa Polskiego), що керували країною під німецькою опікою протягом виборів короля.
Незабаром, перед кінцем Першої Світової Війни, 7 жовтня 1918, Рада Регентства розпустила Раду Держави й оголосила про свій намір відновити Польську незалежність. За винятком марксистсько-орієнтованої Соціал-демократичної Партії Королівства Польщі і Литви, політичні партії підтримали цей намір. 23 жовтня Рада призначила новий уряд Юзефа Свежинського й розпочала військову присягу Польської Армії.
5 листопада в Любліні створено першу Раду Делегатів. 6 листопада комуністи оголосили створення Республіки Тарнобжег. Того ж дня створено Тимчасовий Уряд Народів Республіки Польщі соціалістом Ігнацієм Дашинським.
10 листопада Юзеф Пілсудський повернувся до Варшави з Магдебурга. Наступного дня, завдяки своїй популярності й підтримці з боку різних політичних партій, Рада Регентства призначила Пілсудського Командиром Польських Озброєних Сил. 14 листопада Рада розпустила себе й передала всі свої повноваження Пілсудському, як голові держави (Naczelnik Państwa).
Уряди було створено в Галичині (колись підвладні Австрії українські землі): засновується Національна Рада Тешинського Князівства (створено в листопаді 1918) і Польський Комітет Ліквідації (створено 28 жовтня). Пізніше, розпочинається конфлікт у Львові між силами Військового Комітету України й польськими львівськими орлятами.
Після консультації з Пілсудським, уряд І. Дашинського розпустився, створено новий уряд Є. Морачевського.

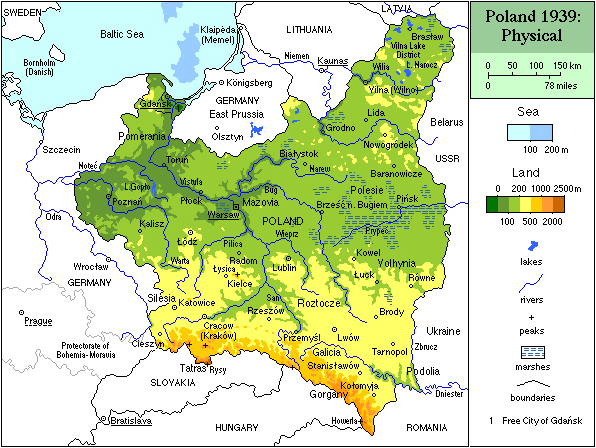
Друга Річ Посполита, фізична мапа 1939

Друга Річ Посполита 1922—1938

### Друга світова війна
21 березня 1939 року нацистська Німеччина зажадала від Польщі передати їй вільне місто Данциг (з 1945 року — Ґданськ), вступити в Антикомінтернівський пакт і відкрити для неї «польський коридор» (створений після Першої світової війни для забезпечення виходу Польщі до Балтійського моря). Польща відкинула всі вимоги Німеччини.
28 березня 1939 року Адольф Гітлер розірвав Пакт про ненапад із Польщею.
23 серпня 1939 року підписано Пакт Молотова — Ріббентропа, в доданому до нього секретному додатковому протоколі сторони домовилися про розподіл сфер обопільних інтересів у Східній Європі. Відповідно до протоколу межа сфер інтересів у Польщі проходила приблизно по «лінії Керзона».
Після нападу на Польщу 1 вересня 1939 року нацистської Німеччини уряд Польщі на чолі з президентом Ігнацієм Мосцицьким переїхав до Румунії, перейшовши кордон у ніч з 17 на 18 вересня 1939 року, і був інтернований румунською владою на вимогу Німеччини. У цей же день два фронти Червоної Армії СРСР перейшли у наступ з метою окупувати частину Польщі, населену переважно непольським населенням, відповідно до пакту Молотова — Ріббентропа. В кінці вересня 1939 року сформовано, і до 6 липня 1945 року він визнавався багатьма країнами законним продовжувачем II Речі Посполитої, уряд Польщі у вигнанні, а також підпорядкована йому адміністрація в окупованій Польщі — Польська підпільна держава і його політичні та військові структури (Армія Крайова).
Припинення дипломатичного визнання польського уряду у вигнанні Сполученим Королівством і США 6 липня 1945 року і згодом іншими країнами світу слід вважати фактичним кінцем Другої Речі Посполитої як суб'єкта міжнародного права. Остаточним акордом її існування в 1990 році стало передання президентських регалій від останнього президента Республіки у вигнанні Ришарда Качоровського другому президентові Третьої Речі Посполитої і першому обраному в ході вільних виборів — Леху Валенсі.

## Адміністративний поділ

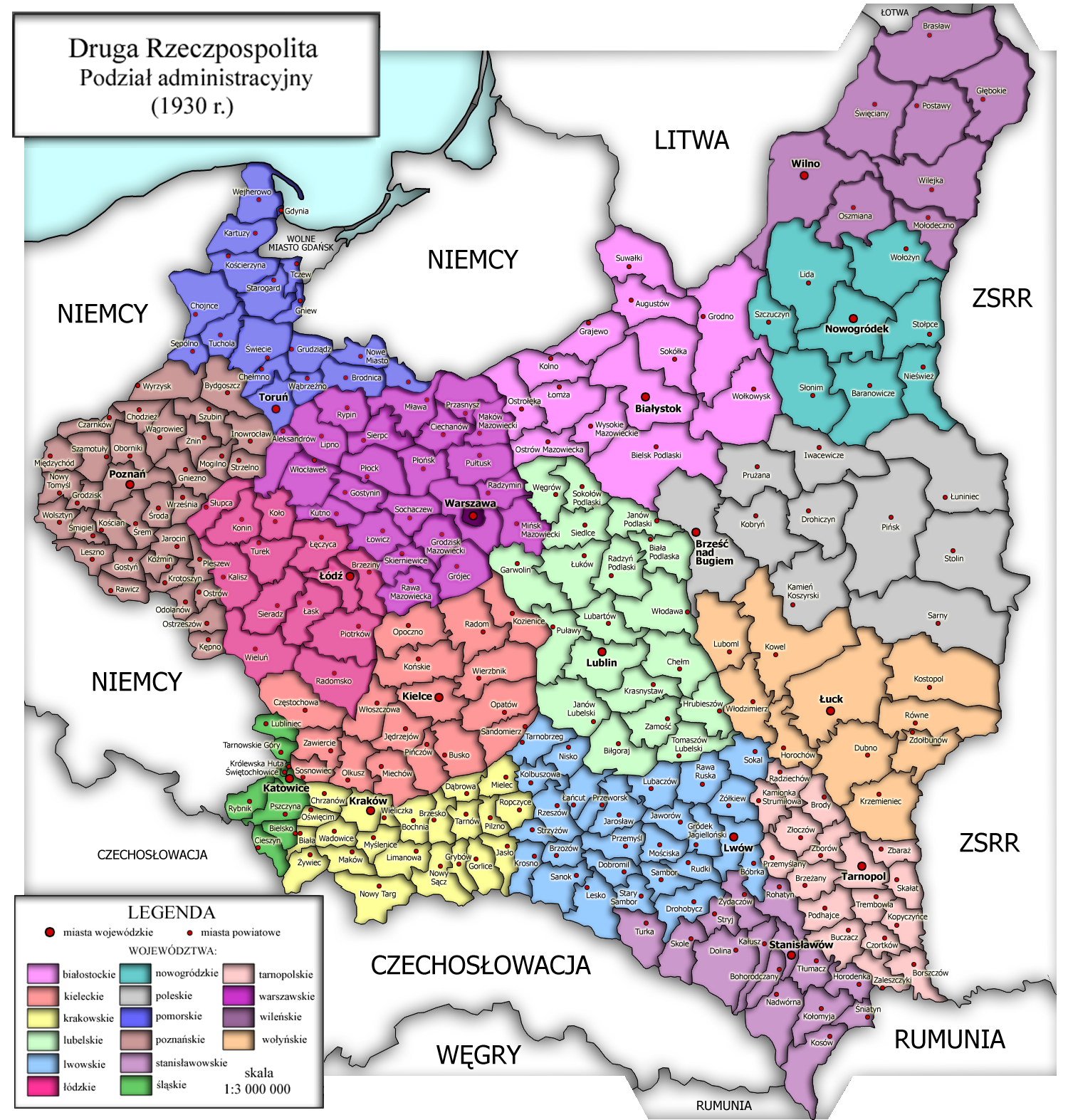
Мапа адміністративно-територіального поділу Польщі з 1930 року

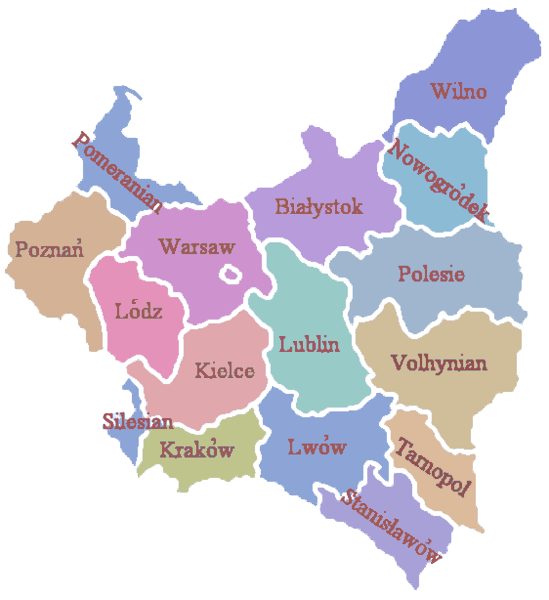
Польські воєводства 1922—1939

Адміністративно-територіальний поділ Польської Республіки був трирівневим: країна ділилася на воєводства, воєводства — на повіти, повіти — на ґміни.
| Польські воєводства у міжвоєнний період (на 1 квітня 1937 р.) |                 |                   |                       |                              |
| Автомобільні номери (з 1937)                                  | Воєводство      | Центр             | Площа тис. км² (1930) | Населення (тис. осіб) (1931) |
| 00 — 19                                                       | місто Варшава   | Варшава           | 0, 14                 | 1 179, 5                     |
| 20 — 24                                                       | Білостоцьке     | Білосток          | 26, 0                 | 1 263, 3                     |
| 85 — 89                                                       | Варшавське      | Варшава           | 31, 7                 | 2 460, 9                     |
| 90 — 94                                                       | Віленське       | Вільна            | 29, 0                 | 1 276, 0                     |
| 95 — 99                                                       | Волинське       | Луцьк             | 35, 7                 | 2 085, 6                     |
| 25 — 29                                                       | Келецьке        | Кельці            | 22, 2                 | 2 671, 0                     |
| 30 — 34                                                       | Краківське      | Краків            | 17, 6                 | 2 300, 1                     |
| 45 — 49                                                       | Лодзінське      | Лодзь             | 20, 4                 | 2 650, 1                     |
| 40 — 44                                                       | Львівське       | Львів             | 28, 4                 | 3 126, 3                     |
| 35 — 39                                                       | Люблінське      | Люблін            | 26, 6                 | 2 116, 2                     |
| 50 — 54                                                       | Новогрудське    | Новогрудок        | 23, 0                 | 1 057, 2                     |
| 65 — 69                                                       | Познанське      | Познань           | 28, 1                 | 2 339, 6                     |
| 55 — 59                                                       | Поліське        | Берестя-над-Бугом | 36, 7                 | 1 132, 2                     |
| 60 — 64                                                       | Поморське       | Торунь            | 25, 7                 | 1 ,884, 4                    |
| 75 — 79                                                       | Сілезьке        | Катовиці          | 5, 1                  | 1 533, 5                     |
| 70 — 74                                                       | Станиславівське | Станиславів       | 16, 9                 | 1 480, 3                     |
| 80 — 84                                                       | Тернопільське   | Тернополь         | 16, 5                 | 1 600, 4                     |

1 квітня 1938 року кордони деяких західних і центральних воєводств зазнали істотних змін.

## Економіка
По відновленню незалежності Польща зазнала великих економічних труднощів. В межах Республіки були залишки трьох різних економічних систем, з трьома різними валютами й з маленьким або відсутніми прямими інфраструктурними зв'язками. Суміжні індустріальні центри, так само як і головні міста, часто не мали прямого сполучення залізницею, бо перед тим вони належали різним державам. Наприклад, на початку 1920-х не існувало прямого залізничного зв'язку між Варшавою й Краковом, аж поки 1934 року не прокладено залізницю. На довершення цього, Перша світова і польсько-радянська війни лишили по собі руїни. Відчутною була економічна невідповідність між східною, більш розвиненою, (під назвою Польща В) і західною (так звана Польща А), частинами країни. Часті зміни кордону й тарифні війни (особливо з нацистською Німеччиною) теж мали негативний економічні наслідки для Польщі.
Попри ці проблеми, Польща в період між війнами, досягла економічного процвітання на кшталт Західної Європи. У 1924 міністр економіки Владислав Грабський запровадив до обігу злотий як єдину валюту для Польщі, що стала однією з найстійкіших валют Центральної Європи. Нова валюта допомогла зупинити гіперінфляцію, Польща була єдиною країною в Європі, що змогла обійтися без іноземних позик чи допомоги.
Основа польського процвітання базувалась на двох ключових інфраструктурних елементах. Перший — будівництво в Ґдині портового міста, що дозволило Польщі цілком обійти Гданськ (який мав під сильним Нацистським тиском бойкотувати Польський експорт вугілля). Другий елемент — створення Центрального Індустріального Регіону (Centralny Okręg Przemysłowy). Але ці починання перервані й значною мірою знищені німецьким й радянським вторгненням та початком Другої світової війни.

## Демографія

Національності Польщі у 1937 році

Отримавши за Ризькою угодою території, більшість автохтонних мешканців яких становили українці, білоруси, литовці тощо, Польща стала багатонаціональною державою, де аж третину людності за переписом 1921 року — 30,8 % — становили не поляки.
Поляки переважали також у Вільні і у Львові. У багатьох районах переважало єврейське населення. Між владою і представниками меншин часто загострювались суперечки й конфлікти.
Польща була також державою багатьох релігій. У 1921 році 16 057 229 осіб (приблизно 62,5 %) були римськими католиками, 3 031 057 громадян Польщі (приблизно. 11,8 %) були католиками східного обряду (здебільшого українські греко-католики і вірменські греко-католики), 2 815 817 (приблизно 10,95 %) були православними, 2 771 949 (приблизно 10,8 %) були юдеями, і 940 232 (приблизно 3,7 %) були протестантами (здебільшого лютеранами).
| Дата перепису   | Чисельність | Відсоток міського населення | Густота населення (осіб/1 км²) |
| --------------- | ----------- | --------------------------- | ------------------------------ |
| 30 вересня 1921 | 27 177 000  | 24,6 %                      | 69, 9                          |
| 9 грудня 1931   | 32 107 000  | 27,4 %                      | 82, 6                          |
| 31 грудня 1938  | 34 849 000  | 30 %                        | 89, 7                          |

Національний склад населення (національність визначалася за рідною мовою) за даними перепису 1921 року.
1. Поляки — 69,2 %.
2. Українці — 14,0 %.
3. Євреї — 7.8 %.
4. Білоруси — 3.9 %.
5. Німці — 3.8 %.
6. Інші — 1.3 %.

Національний склад населення (національність визначалася за рідною мовою) за даними перепису 1931 року.:
1. Поляки — 68,9 %.
2. Українці — 13,9 %.
  - Українці — 10,1 %.
  - Русини — 3,8 %.
3. Євреї — 8,6 %.
4. Білоруси — 3,1 %.
5. Німці — 2,3 %.
6. «Тутейші» — 1,8 %., з яких дві третини українці Берестейщини, решта білоруси.
7. Росіяни — 0,4 %.
8. Інші — 1 %.

|          |  |               |  |                         |  |            |  |          |  |
| польська |  | їдиш та іврит |  | українська та русинська |  | білоруська |  | німецька |  |